# Senoculus ruficapillus
Espèce
Synonymes
- Labdacus ruficapillus Simon, 1880

Senoculus ruficapillus est une espèce d'araignées aranéomorphes de la famille des Senoculidae.

## Distribution
Cette espèce est endémique du Brésil.

## Publication originale
- Simon, 1880 : Étude sur le genre Labdacus Cambr. Bulletin de la Société Zoologique de France, vol. 5, p. 152-156 (texte intégral).